# Lewis L. Punnett
Lewis L. Punnett war ein Politiker aus St. Vincent und die Grenadinen.
Er war vom 7. Mai 1953 bis zum 22. September 1953 als kommissarisches Erstes Nominiertes Mitglied Abgeordneter im House of Assembly.